# Bernard Spilsbury
Sir Bernard Henry Spilsbury (ur. 16 maja 1877 w Royal Leamington Spa, zm. 17 grudnia 1947 w Londynie) – angielski patolog i patomorfolog, pionier medycyny sądowej.

## Życiorys
Pracował w szpitalu St. Mary’s w Londynie. Zdobył renomę dzięki sprawie Hawleya Harveya Crippena (1910 rok), w której zidentyfikował szczątki ofiary (choć badania prowadzone już po jego śmierci wskazują, że prawdopodobnie się mylił). Następnie sporządzał ekspertyzy w wielu innych sprawach, które przyciągały uwagę brytyjskiej opinii publicznej, i przyczynił się do skazania sprawców wielu morderstw (Herbert Rowse Armstrong, George Joseph Smith, Alfred Rouse, Sidney Harry Fox). Odegrał pewną rolę w II wojnie światowej, jako konsultant przy operacji „Mincemeat”. Jego osiągnięcia pomogły nadać większe znaczenie medycynie sądowej i patomorfologii, która dotąd uchodziła za „naukę o gmeraniu w trupach” i traktowana była z wyraźną rezerwą.
W 1923 roku otrzymał tytuł szlachecki.
W szczytowym okresie kariery wszystkie jego opinie i ekspertyzy uznawano z góry za słuszne, nie dopuszczając myśli, że mógł się pomylić. Powstał wówczas w Wielkiej Brytanii pejoratywny termin spilsburyzm określający to zjawisko. Późniejsze badania pozwoliły stwierdzić, że przynajmniej kilka razy popełnił błąd w sprawach zakończonych skazaniem podsądnego na śmierć (między innymi w sprawie Crippena czy Normana Thorne’a, straconego za zamordowanie narzeczonej, która w istocie popełniła samobójstwo). Udowodniono także, iż z rozmysłem zatajał lub ignorował dowody i poszlaki zaprzeczające przyjętej przezeń wersji.
Sam Spilsbury również popełnił samobójstwo. 17 grudnia 1947 roku otruł się gazem.